# Carl Bengtström
Carl Bengtström, född 13 januari 2000, är en svensk friidrottare med 400 meter (med och utan häckar) som specialitet, tävlande för Örgryte IS.

## Karriär
I juni 2018 lyckades Bengtström i sitt livs första lopp på 400 meter häck slå Niklas Wallenlinds svenska juniorrekord när han sprang i mål på tiden 50,20 på Sävedalsspelen i Göteborg. Under 2018 fick han även representera Sverige på EM i Berlin då han (tillsammans med Erik Martinsson, Dennis Forsman, och Joel Groth) sprang i stafettlaget på 4 x 400 meter. Laget blev dock diskvalificerat i sitt försöksheat efter strul med ena växlingen.
Vid Junior-EM i Borås i juli 2019 sprang Bengtström 400 meter häck och vann då guldmedalj med tiden 50,32.
I februari 2022 vid inomhus-SM tog Bengtström guld på 200 meter efter ett lopp på 20,98 sekunder. Den 19 mars 2022 vid inomhus-VM i Belgrad tog han brons på 400 meter med tiden 45,33 vilket även var ett nytt svenskt rekord. I maj 2022 förbättrade Bengtström sitt personbästa på 400 meter häck med en hundradel till 48,52 sekunder vid Diamond League-tävlingen Prefontaine Classic.

## Personliga rekord
| Utomhus - 100 meter – 10,70 (Skara, Sverige 6 juni 2021) - 200 meter – 20,95 (Linköping, Sverige 21 augusti 2021) - 400 meter – 45,48 (Madrid, Spanien 27 juni 2025) - 800 meter – 1.51,85 (Göteborg, Sverige 25 juli 2020) - 400 meter häck – 47,94 (Rom, Italien 11 juni 2024) 0NR0 - Längdhopp – 6,58 (Mölndal, Sverige 29 juli 2017) - Tresteg – 13,40 (Göteborg, Sverige 12 juni 2016) | Inomhus - 60 meter – 6,88 (Göteborg, Sverige 10 januari 2021) - 200 meter – 20,92 (Växjö, Sverige 26 februari 2022) - 400 meter – 45,33 (Belgrad, Serbien 19 mars 2022) 0NR0 - Längdhopp – 6,50 (Göteborg, Sverige 5 februari 2017) - Tresteg – 13,83 (Göteborg, Sverige 14 januari 2017) |

### Fotnoter
1. ↑  ”400 metres men - result” (på engelska). worldathletics.org. https://worldathletics.org/competitions/world-athletics-indoor-championships/belgrade22/results/men/400-metres/final/result. Läst 20 mars 2022.
2. ↑  ”Result - 400m men final” (på engelska). european-athletics.com. Arkiverad från originalet den 4 mars 2023. https://web.archive.org/web/20230304181031/https://istanbul23results.european-athletics.com/en/results/athletics/result-400m-men-fnl-000100-.htm. Läst 4 mars 2023.
3. 1 2  ”European Athletics U20 Championships 18–21 JUL 2019” (på engelska). european-athletics.com. https://european-athletics.com/historical-data/calendar-results/7133666. Läst 27 augusti 2021.
4. ↑  ”Stora SM 2018”. http://www.trackandfield.se/resultat/2018/180824.htm. Läst 5 september 2018.
5. ↑  ”Stafett-SM 2018-05-26/27”. trackandfield.se. http://trackandfield.se/resultat/2018/180526_27.htm. Läst 5 september 2018.
6. ↑  ”Friidrotts-SM 2019 Karlstad”. Arkiverad från originalet den 2 september 2019. https://web.archive.org/web/20190902083413/http://212.247.216.72/friidrott/sm19/result_t.php. Läst 17 september 2019.
7. ↑  ”Stafett-SM 2019-05-25/26”. huddingeais.se. https://data.huddingeais.se/tavling/19/stafettsm/190525.htm. Läst 25 augusti 2019.
8. ↑  ”Resultat: Friidrotts-SM, Uppsala 14‐16.8.20”. friidrottsstatistik.se. https://www.friidrottsstatistik.se/resultsswe.php?CID=12968582&Season=2020. Läst 1 september 2020.
9. ↑  ”Resultat: SM-JSM-USM-VSM Stafett, Göteborg/S 12‐13.9.20 Stafetter”. friidrottsstatistik.se. https://www.friidrottsstatistik.se/resultsswe.php?CID=12970598&Season=2020. Läst 25 november 2020.
10. ↑  ”Friidrotts-SM, Borås 27-29.8.21”. friidrottsstatistik.se. https://www.friidrottsstatistik.se/resultsswe.php?CID=12994166&Season=2021. Läst 29 augusti 2021.
11. 1 2  ”SM-JSM-USM-VSM Stafett, Huddinge 31.7-1.8.21”. friidrottsstatistik.se. https://www.friidrottsstatistik.se/resultsswe.php?CID=12993132&Season=2021. Läst 29 augusti 2021.
12. ↑  ”Resultat: Friidrotts-SM, Norrköping 5‐7.8.22”. friidrottsstatistik.se. https://www.friidrottsstatistik.se/resultsswe.php?CID=13019519&Season=2022. Läst 7 augusti 2022.
13. ↑  ”Resultat: Friidrotts-SM, Söderhamn 28‐30.7.23”. friidrottsstatistik.se. https://www.friidrottsstatistik.se/resultsswe.php?CID=13045848&Season=2023. Läst 7 september 2023.
14. ↑  ”Resultat: SM-JSM-USM-VSM Stafett, Södertälje 9‐10.9.23”. friidrottsstatistik.se. https://www.friidrottsstatistik.se/resultsswe.php?CID=13047605&Season=2023. Läst 23 oktober 2023.
15. ↑  ”Resultat: Friidrotts-SM, Uddevalla 28‐30.6.24”. friidrottsstatistik.se. https://www.friidrottsstatistik.se/resultsswe.php?CID=13077169&Season=2024. Läst 29 juni 2024.
16. ↑  ”Resultat: SM-JSM-USM-VSM Stafett, Uppsala 25‐26.5.24”. friidrottsstatistik.se. https://www.friidrottsstatistik.se/resultsswe.php?CID=13073599&Season=2024. Läst 18 juni 2024.
17. ↑  ”Resultat: SM-JSM-USM-VSM Stafett, Västerås 24‐25.5.25”. friidrottsstatistik.se. https://www.friidrottsstatistik.se/resultsswe.php?CID=13104870&Season=2025. Läst 1 augusti 2025.
18. ↑  ”ISM 2018 2018-02-27”. primawebb.se. Arkiverad från originalet den 28 februari 2018. https://web.archive.org/web/20180228042650/http://primawebb.se/giffri/ism2018/Results_Total.html. Läst 27 februari 2018.
19. ↑  ”Inomhus-SM 2019”. liveresults.se. https://liveresults.se/competition/inomhus-sm-2019?tab=results. Läst 17 februari 2019.
20. ↑  ”ISM 2020 Växjö 22–23 februari”. telekonsultarena.se. https://telekonsultarena.se/resultat/ISM20/Resultat.php. Läst 29 februari 2020.
21. ↑  ”Resultat: Inomhus-SM, Malmö/A 19‐21.2.21 Inne”. friidrottsstatistik.se. https://www.friidrottsstatistik.se/resultsswe.php?CID=12976657&Season=2021. Läst 23 juli 2021.
22. ↑  ”Resultat: ISM, Växjö 25‐27.2.22 Inne”. friidrottsstatistik.se. https://www.friidrottsstatistik.se/resultsswe.php?CID=13003615&Season=2022. Läst 27 mars 2022.
23. ↑  ”Resultat: ISM, Malmö/A 17‐19.2.23 Inne”. friidrottsstatistik.se. https://www.friidrottsstatistik.se/resultsswe.php?CID=13028716&Season=2023. Läst 20 februari 2023.
24. ↑  ”Resultat: ISM, Karlstad 16‐18.2.24 Inne”. friidrottsstatistik.se. https://www.friidrottsstatistik.se/resultsswe.php?CID=13055642&Season=2024. Läst 29 juni 2024.
25. ↑  ”Resultat: ISM, Växjö 21‐23.2.25 Inne”. friidrottsstatistik.se. https://www.friidrottsstatistik.se/resultsswe.php?CID=13089546&Season=2025. Läst 25 februari 2025.
26. 1 2 3 4 5 6 7 8 9 10 11 12 13  ”Personsida på World Athletics' webbplats” (på engelska). worldathletics.org. https://www.worldathletics.org/athletes/sweden/carl-bengtstrom-14713427. Läst 16 augusti 2021.
27. ↑  ”18-åring klarade EM-kvalgränsen i debuten”. SVT Sport. 3 juni 2018. https://www.svt.se/sport/friidrott/18-aring-klarade-em-kvalgransen-i-debuten. Läst 13 april 2019.
28. ↑  ”Flera löpare klara för Sveriges EM-trupp”. Sydsvenskan. 28 juli 2018. https://www.sydsvenskan.se/2018-07-28/flera-lopare-klara-for-sveriges-em-trupp.
29. ↑  ”Berlin European Championships 06–12 AUG 2018” (på engelska). european-athletics.com. https://european-athletics.com/historical-data/calendar-results/7105084. Läst 27 augusti 2021.
30. ↑  Jonas Hedman (10 augusti 2018). ”EM5: Hårt fall för 4x400-killarna”. arkiv.friidrott.se. Arkiverad från originalet den 27 augusti 2021. https://web.archive.org/web/20210827145742/https://arkiv.friidrott.se/nyheter.aspx?id=22483. Läst 3 oktober 2019.
31. ↑  ”Carl Bengtström: ”Grymt laddad””. friidrott.se. 26 februari 2022. https://www.friidrott.se/tavling-landslag/nyhetsarkiv-tavling-landslag/carl-bengtstrom-grymt-laddad/. Läst 28 mars 2022.
32. ↑  ”VM-brons till Carl Bengtström på 400 meter”. SVT. https://www.svt.se/sport/friidrott/carl-bengtstrom-vm-final-400-meter. Läst 20 mars 2022.
33. ↑  ”Pers av Carl Bengtström i årsdebuten”. aftonbladet.se. 28 maj 2022. https://www.aftonbladet.se/sportbladet/a/eEpPdy/carl-bengtstrom-slog-pers-pa-400-meter-hack-i-eugene. Läst 30 maj 2022.